# 纳布兰冈
纳布兰冈（法語：Nabringhen，法語發音：[nabʁɛ̃ɡɑ̃]）是法国上法蘭西大區加来海峡省的一个市镇，属于滨海布洛涅区。

## 地理
纳布兰冈（50°44'40"N, 1°51'43"E）面积4.17 平方千米，位于法国上法蘭西大區加来海峡省，该省份为法国北部沿海省份，西北濒北海，南至索姆省，东临北部省。
与纳布兰冈接壤的市镇（或旧市镇、城区）包括：桑冈、班冈、科朗贝尔、埃讷沃、埃尔班冈、隆格维尔。

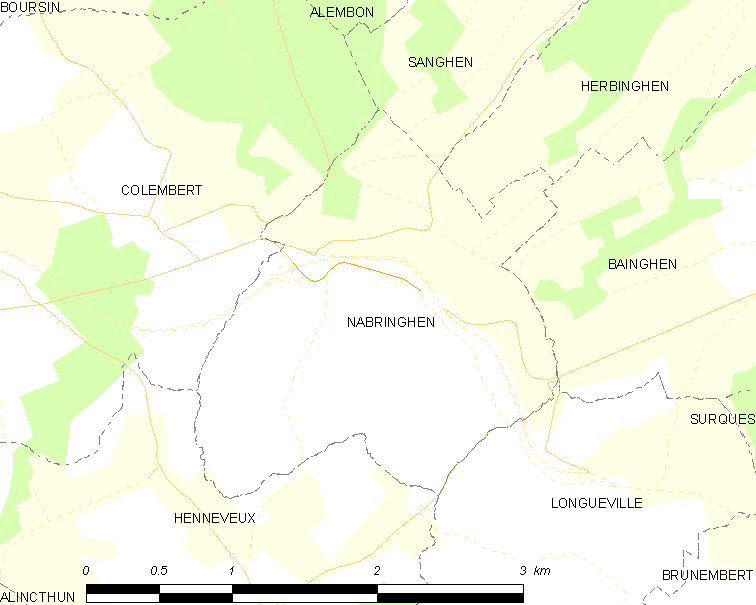
纳布兰冈的OSM定位图

纳布兰冈的时区为UTC+01:00、UTC+02:00（夏令时）。

## 行政
纳布兰冈的邮政编码为62142，INSEE市镇编码为62599。

## 政治
纳布兰冈所属的省级选区为代夫勒县。

## 人口

1962-2008年间纳布兰冈人口变化图示

纳布兰冈于2022年1月1日时的人口数量为233人。